# Jules de Polignac (1746-1817)
Pour les articles homonymes, voir Jules de Polignac, Armand de Polignac et Polignac.
Jules de Polignac, marquis de Mancini puis premier duc de Polignac, né le 7 juin 1746 Claye et mort le 21 septembre 1817 à Saint-Pétersbourg, est un aristocrate, homme politique et militaire français.

## Biographie

### Origines
Armand Jules François de Polignac, est le fils d'Héracle-Louis de Polignac, vicomte de Polignac (ru) (1717-1792), et de Diane-Zéphirine Mancini (1726-1755).
Par son père, il est issu d'une famille de la grande noblesse, qui remonte au début du XIIIe siècle, tandis que par sa mère, il est l'arrière-petit-fils de Philippe Mancini (lui-même neveu du cardinal Mazarin). Cette ascendance maternelle lui fait porter le titre de marquis de Mancini.

### Vie publique
Après son mariage en 1767, l'amitié de son épouse Gabrielle de Polastron avec la reine Marie-Antoinette favorise grandement sa position à la cour.
En 1772, il est ainsi fait premier écuyer du frère du roi, le comte d'Artois, puis en 1776, premier écuyer de la reine. Louis XVI le créé duc héréditaire (à brevet) le 20 septembre 1780 et directeur général des postes en 1782. Il est aussi gouverneur de Chambord et directeur des haras royaux. 
Il bénéficie également d'avancement dans sa carrière militaire : capitaine du Régiment de Royal-Dragons, il est promu en 1781 brigadier des armées du roi, avant de démissionner de l'armée en 1785. 
Il réside fréquemment sur sa terre de Claye-Souilly, terre lui provenant des Mancini-Mazarini, où il entreprend, peu avant la Révolution, la construction d'un nouveau château, qu'il n'a pas le temps de terminer.
Il émigre dès le mois de juillet 1789, et séjourne successivement en Suisse, puis en 1791 dans la péninsule italienne, et enfin à Prague et à Vienne, où son épouse meurt en 1793.
Il fait la campagne dans l'armée de Condé, puis part pour la Russie, où il reçoit de l'impératrice Catherine une terre en Ukraine, et continue d'y séjourner malgré la Restauration des Bourbons. Le nouveau régime lui accorde le rang de pair de France, par ordonnance du 4 juin 1814, et de pair héréditaire par ordonnance du 18 août 1815. Trois semaines avant sa mort, en Russie, une ordonnance du 31 août 1817 le fait duc-pair.

## Famille
Il épouse, le 7 juillet 1767, Gabrielle de Polastron (1749-1793), fille de Jean François Gabriel de Polastron et de Jeanne Charlotte Hérault. Ils ont quatre enfants : 
- Aglaé de Polignac (7 mai 1768 - 30 mars 1803) épouse Antoine de Gramont, 8e duc de Gramont (17 août 1755 - 28 août 1836), dont deux filles mariées et un fils ;
- Armand de Polignac, 2e duc de Polignac (15 janvier 1771 - 1er mars 1847) épouse Idalie Jeanne Lina de Neukirchen de Nivenheim (26 janvier 1775 - 13 septembre 1862), sans descendance ;
- Jules de Polignac, 3e duc de Polignac (14 mai 1780 - 30 mars 1847) épouse en premières noces Barbara Campbell (22 août 1788 - 23 mai 1819), dont descendance, puis épouse en secondes noces Mary Charlotte Parkyns (6 janvier 1792 - 1er septembre 1864), dont descendance ;
- Melchior de Polignac, comte de Polignac (27 décembre 1781 - 2 février 1855) épouse Marie Calixte Charlotte Alphonsine Le Vassor de La Touche de Beauregard[3] (15 septembre 1781 - 22 juin 1861), dont descendance.

## Distinctions

### Décorations françaises
- Chevalier de l'Ordre royal et militaire de Saint-Louis

### Hommages

#### Dans la littérature
- Jules de Polignac est l'un des protagonistes du roman Les Adieux à la reine de Chantal Thomas, publié en 2002.